# Nymphister kronaueri
Nymphister kronaueri (лат.) — вид мелких мирмекофильных жуков-карапузиков из семейства Histeridae (Nymphistrini, Hetaeriinae). Эндемики Коста-Рики.

## Распространение
Центральная Америка: Коста-Рика (Heredia, ≈3,5 км юго-восточнее Puerto Viejo, La Selva Biological Station, низинные дождевые леса Атлантического побережья).

## Описание
Длина 1,40—1,58 мм, ширина 1,18—1,40 мм. Форма тела округлая, выпуклая, субсферическая, ноги короткие и широкие. Цвет красновато-коричневый. Ассоциированы с кочевыми муравьями рода Eciton. Жуки Nymphister kronaueri путешествуют, прицепившись к муравьям. Жуки используют необычный способ прикрепления: они цепляются своими мандибулами за место между петиолем и постпетиолем (стебелёк между грудью и брюшком муравья) и так транспортируются муравьями (новый тип форезии). В большинстве случаев жуки прикрепляются к рабочим муравьям среднего размера (и лишь в единичных случаях к мелким рабочим или к крупным солдатам).
Вид был впервые описан в 2017 году энтомологами Кристофом вон Биреном (Christoph von Beeren) и Алексеем Тищечкиным (Systematic Entomology Laboratory, ARS, USDA, c/o Национальный музей естественной истории, Смитсоновский институт, Вашингтон, США). Все типовые экземпляры были собраны во время миграции муравьёв Eciton mexicanum из бивуаков. Видовое название дано в честь мирмеколога Даниеля Кронауэра (Daniel Kronauer), крупного знатока биологии кочевых муравьёв и одного из коллекторов типовой серии.